# 阿布扎尔·阿日加利耶夫
阿布扎尔·阿日加利耶夫（俄语：Абзал Абаевич Ажгалиев，羅馬化：Abzal Abayevich Azhgaliyev，1992年6月30日—），哈萨克斯坦男子短道速滑运动员。

## 运动生涯
阿布扎尔·阿日加利耶夫出生于哈薩克斯坦西哈薩克斯坦州首府烏拉爾。2001年，乌拉尔市冰宫竣工，这是当地唯一一家可以提供短道速滑训练的场馆。11岁时，阿日加利耶夫开始参加短道速滑课程。由于喜爱短道速滑，他在2006年离开穆斯塔希姆·伊赫萨诺夫第36中学，转入州立体育特长少年寄宿学校。之后，他在哈萨克斯坦国内赛事表现出色。2010年，他自寄宿学校毕业，进入扎汉沙·多斯穆哈梅多夫教育学院体育系就读。大学毕业后，他曾在空降部隊服役。
阿布扎尔·阿日加利耶夫曾与队友在哈萨克斯坦举办的2011年亞洲冬季運動會上夺得5000米接力铜牌。在2016年至2017年国际滑联短道速滑世界杯盐湖城站，他夺得500米金牌，与队友夺得5000米接力铜牌。在明斯克站，他夺得500米银牌，与队友再次夺得5000米接力铜牌。在阿拉木图举行的2017年冬季世界大學運動會上，阿布扎尔夺得500米短道速滑银牌，还和队友夺得5000米接力铜牌。
2014年冬季奥林匹克运动会上，他和队友在5000米接力上排名第5位。2018年冬季奥林匹克运动会，阿布扎尔被任命为哈萨克斯坦代表队队长，还担任了开幕式哈萨克斯坦的旗手。